# Futaleufú (comuna)
Futaleufú (del mapudungún fütra (grande) y ḻewfu/lhewfu (río): río grande o gran río) es una comuna de la provincia de Palena, en la Región de Los Lagos, en la zona sur de Chile. Limita al oeste con Chaitén, al sur con Palena y al este y norte con Argentina. Según el censo de 2017, posee 2623 habitantes. Esta comuna es lugar de tradiciones gauchescas y huasas.

## Etimología
Debe su nombre al río Futaleufú, que en mapudungún significa «río grande», el cual se caracteriza por su calidad (entre los tres mejores del mundo) para la práctica del rafting y el kayak.

## Historia
La historia de la comuna de Futaleufú, ubicada en la provincia de Palena en la Región de Los Lagos de Chile, tiene sus raíces en el año 1912. Según relatos de los descendientes de los primeros colonos, la familia de don Ceferino Moraga, originaria de Chiloé, fue una de las primeras en cruzar la frontera desde Argentina para asentarse en el área. Esta familia reclamó todo el territorio del lado chileno, lo que llevó a enfrentamientos con nuevos colonos. La disputa culminó en la pérdida de la mayoría de los miembros de la familia Moraga, abriendo el camino para la llegada de más colonos.
La fundación oficial de Futaleufú tuvo lugar el 9 de abril de 1929, aunque el diseño definitivo del pueblo no se concretó hasta 1932. Durante sus primeras décadas, el abastecimiento de la población provenía principalmente de la vecina localidad argentina de Trevelín. No fue hasta los años 1953-1955 que la situación comenzó a cambiar gracias a la operación del aeródromo y la llegada de pequeños comerciantes que impulsaron el desarrollo comercial de la comuna.
En 1970, la Ley 17.490 estableció la creación de las Municipalidades de Futaleufú y Palena, reconociendo la extensa superficie territorial y la compleja geografía del Departamento de Palena de Chiloé, que dificultaban la administración local y la comunicación. La creación de estas municipalidades buscaba atender las necesidades específicas de estas comunidades pioneras y esforzadas.

## Medio ambiente

### Geomorfología y componentes abióticos

Trazado simplificado de los ecosistemas y cuerpos de agua presentes en la comuna de Futaleufú.

La comuna de Futaleufú se encuentra emplazada en la unidad geomorfológica de Cordillera patagónica de fiordos y ríos de control tectónico; y presenta según la clasificación climática de Köppen clima de tundra (ET), clima mediterráneo de lluvia invernal (Csb), clima mediterráneo de lluvia invernal de altura (Csb (h)), clima mediterráneo frío de lluvia invernal (Csc), clima templado lluvioso (Cfb), clima templado lluvioso con leve sequedad estival (Cfb (s)) y clima templado lluvioso frío (Cfc), esto conlleva a que el tiempo en la comuna sea fresco en verano y frío en invierno, con temperaturas máximas que en verano pueden llegar a los 30 °C y sus mínimas pueden ser de 8 °C, en invierno las máximas no superan los 5 °C y las mínimas pueden llegar a -10 °C. Las precipitaciones están distribuidas a lo largo del año, generalmente en los meses de invierno caen en forma de nieve.
Esta además se halla en la cuenca hidrográfica de río Yelcho. Además, la comuna posee diversos cuerpos de agua, entre los que se destacan el lago de Los Cedros, lago Espolón y lago Lonconao, laguna Alpargata y laguna Espejo; y río Azul, río Blanco, río Cenizas, río Chico, río del Noroeste, río Espolón, río Futaleufú y río Tigre.

### Componentes bióticos
Dentro del territorio de la comuna se pueden hallar los siguientes ecosistemas:
- Bosque caducifolio templado andino donde predominan Nothofagus pumilio y Berberis ilicifolia (Preocupación menor)
- Bosque caducifolio templado andino donde predominan Nothofagus pumilio y Drimys andina (Vulnerable)
- Bosque siempreverde templado andino donde predominan Austrocedrus chilensis y Nothofagus dombeyi (Sin información)
- Bosque siempreverde templado andino donde predominan Nothofagus betuloides y Chusquea macrostachya (Vulnerable)
- Herbazal templado andino donde predominan Nassauvia dentata y Senecio portalesianus (Preocupación menor)
- Matorral bajo templado andino donde predominan Adesmia longipes y Senecio bipontinii (Vulnerable)

### Medidas de protección ambiental y conflictos socioambientales
Hasta 2022, la comuna de Futaleufú cuenta con las siguientes zonas que poseen algún nivel de protección ambiental:
- Bosques Templados Lluviosos (Reserva Biósfera)[13]
- Parque Nacional Pumalín Douglas Tompkins (Parque Nacional)[14]
- Reserva nacional Futaleufú (Reserva Nacional)[15]

## Demografía

### Localidades
Territorialmente Futaleufú se divide en siete sectores, uno urbano (la localidad de Futaleufú), y seis sectores rurales: El Azul, Espolón, Lonconao, Noroeste, Río Chico, y Las Escalas.

## Administración

### Municipalidad
Los alcaldes elegidos fueron:
- 1992-1996 Belarmino Vera Vera IND.
- 1996-2000 Belarmino Vera Vera UDI.
- 2000-2004 Arturo Carvallo Pardo IND.
- 2004-2008 Arturo Carvallo Pardo DC.
- 2008-2012 Arturo Carvallo Pardo DC.
- 2012-2016 Arturo Carvallo Pardo DC.
- 2016-2020 Fernando Grandon Domke IND.
- 2024-2028 Fernando Grandon Domke

Para el periodo 2016-2021 la máxima autoridad de la comuna es el alcalde Fernando Grandón (independiente). Es asistido por el concejo municipal formado por: Guido Gerardo Garcés Navarro (Pacto Nueva Mayoría para Chile), Belarmino Vera Vera (UDI), María Alejandra Torres Vásquez (PRI), Marcial Morales Morales (UDI), César Gaspar Vallejos Seguel (RN) y Lucio Toro Morán (PRI).
Para el periodo 2024-2028 los miembros del Concejo Municipal son Anton Silva Reichart, como Concejal mas votado, seguido de Yessenia San Martin, Cristina Almarza y Javiera Mancilla, además de Fernando Vallejos.

### Representación parlamentaria
Futaleufú integra, junto con demás las comunas de la provincia de Palena, la provincia de Chiloé, Maullín, Calbuco, Puerto Montt y Cochamó, el distrito electoral N.° 26. Con todas de las comunas de la región forma parte de la circunscripción senatorial XIII. 
En la Cámara de Diputados —para el periodo 2018-2022— está representada por los diputados Gabriel Ascencio (PDC), Jenny Álvarez Vera (PS), Alejandro Bernales Maldonado (PL), Carlos Kuschel Silva (RN) y Alejandro Santana Tirachini (RN).
En el Senado —para el periodo 2014-2022— está representada por Iván Moreira (UDI) y Rabindranath Quinteros (PS).

## Economía
Sus principales actividades económicas son la ganadería, los productos forestales y el turismo. Este último ha sido definido como el principal eje de desarrollo de cara al futuro debido a la variedad de atractivos naturales entre los que se cuentan: el río Futaleufú, los lagos Espolón, Lonconao, Noroeste, Las Rosas y la laguna Espejo. En la actualidad, el turismo de naturaleza y aventura se ha consolidado como un motor económico relevante, destacando actividades como el rafting y kayak en el río Futaleufú, considerado uno de los mejores del mundo para aguas blancas, así como la pesca con mosca, el senderismo y las cabalgatas en sectores rurales como Valle Espolón y El Azul. Además, la comuna forma parte de la Reserva de la Biósfera de Bosques Templados Lluviosos de los Andes Australes, lo que ha favorecido el desarrollo de iniciativas de ecoturismo y turismo rural sustentable. La oferta turística se complementa con alojamientos, gastronomía local y servicios de excursiones guiadas o autoguiadas que permiten explorar miradores, humedales y rutas escénicas entre montañas, ríos y bosques nativos. 

## Medios de comunicación

### Radioemisoras
FM
- 91.1 MHz - Radio Provincia de Palena (local y provincial)
- 92.3 MHz - Radio Estrella del Mar (Católica; con programación de la provincia y desde Chiloé)
- 96.5 MHz - Radio Futaleufú (local)
- 103.3 MHz - Radio Nuevo Tiempo (De la Iglesia Adventista del Séptimo Día)

#### Radios
- Radio Futaleufú
- Radio Estrella del Mar (seleccionar pestaña Palena)
- Radio Provincia de Palena

### Televisión
TDT
- 9.1 - Canal 13 HD
- 9.2 - T13 En Vivo
- 9.31 - Canal 13 One Seg
- 13.1 - TVN HD
- 13.2 - NTV
- 13.31 - TVN One Seg